# Nereis otto
Nereis otto är en ringmaskart som beskrevs av Delle Chiaje 1828. Nereis otto ingår i släktet Nereis och familjen Nereididae. Inga underarter finns listade i Catalogue of Life.